# Khumbudzo Ntshavheni
Khumbudzo Phophi Silence Ntshavheni, née le 30 janvier 1977 à Sibasa en Afrique du Sud, est une entrepreneuse et une femme politique sud-africaine, membre du congrès national africain et membre du parlement depuis mai 2019. 
Elle est ministre des Communications et des Technologies numériques de 2021 à 2023 après avoir été ministre du Développement des petites entreprises de 2019 à 2021 au sein du second gouvernement de Cyril Ramaphosa. Depuis le 6 mars 2023, elle est ministre auprès de la Présidence.

## Biographie

### Origines, études et carrière professionnelle
Née à Sibasa dans le Venda, dans le nord-Transvaal (actuel Limpopo), fille d'un marchand et d'une employée du secteur des taxis, Ntshavheni est diplômée de la Rand Afrikaans University (actuelle université de Johannesburg) et titulaire d'un MBA de l'Université de Bradford au Royaume-Uni (2008). Elle a travaillé dans le domaine de la gestion stratégique, des technologies de l'information, de la gestion du changement, de la communication et du marketing et a été directrice fondatrice et présidente de Nkho Trading, une entreprise de transport ayant des intérêts dans le développement immobilier. Elle a également été chargée de cours à l'Université d'Afrique du Sud et directrice de l'exploitation à la State Information Technology Agency (SITA). 
En juillet 2015, elle a été nommée membre du conseil d'administration du fabricant d'armes Denel, par la ministre des Entreprises publiques, Lynne Brown.

### Carrière politique
Membre de la ligue de jeunesse de l'ANC, Khumbudzo Ntshavheni participe activement à de nombreuses structures en rapport avec les intérêts des jeunes et de la communauté. De 2006 à 2007, elle a été directrice du tourisme chez Trade and Investment Limpopo puis chef du département provincial de l'information  de l'Administration locale et du Logement du Limpopo et porte-parole du Premier ministre de Limpopo. D'avril 2008 à novembre 2010, Khumbudzo Ntshavheni est chef des services de la municipalité de Ba-Phalaborwa. 
Élue au parlement national sur la liste de l'ANC en mai 2019, le président Cyril Ramaphosa l'a nommée au poste de ministre du Développement de la petite entreprise.